# 이명구 (1892년)
이명구(李明求, 일본식 이름: 牧原廣定마키하라 히로사다, 1892년 12월 11일 ~ 1975년 2월 27일)는 일제강점기의 의사 겸 관료로, 조선총독부 중추원 참의를 지냈으며 본적은 충청북도 청주시 상당구 남문로 1가이다.

## 생애
1911년 청주사립보성중학교를 졸업했으며 1916년 조선총독부의원 부속의학강습소를 졸업했다. 1916년부터 1919년까지 충청북도 도립병원에서 근무했고 1919년부터 1921년까지 충청남도 태안군에서 공의(公醫)로 근무했다. 1921년 청주에서 신명의원을 개업하고 병원장을 지냈으며 1924년 10월 12일 청주 면협의원을 지냈다. 1922년부터 1925년까지 청주청년회 교육부장을 맡은 이래 청주에 있던 여러 학교에서 후원회장을 맡았다.
1928년 11월 16일 일본 정부로부터 쇼와 대례 기념장을 받았으며 1930년 4월 1일 충청북도 관선 도평의회원으로 선출되었다. 1932년 10월 1일 일본 정부로부터 조선 쇼와 5년 국세 조사 기념장을 받았고 1933년 5월 10일 충청북도 민선 도회의원으로 선출되었다. 1933년 6월 3일부터 1936년 6월 2일까지 조선총독부 중추원 참의를 지냈다.
1937년 7월 청주 농촌진흥위원회 의원으로 선출되었고 1938년 8월 국민정신총동원조선연맹 충청북도 이사로 선출되었다. 1939년 7월 21일에는 시국대응전선사상보국연맹 경성지부 청주분회장으로 선출되었다. 1940년 2월 11일 조선신궁에서 열린 일본 기원 2600년 기원절제에서 충청북도 대표로 파견되었으며 같은 해 10월 조선총독부 시정 30주년 기념 표창을 받았다.
1941년 8월 24일 흥아보국단 준비위원 가운데 한 사람으로 참가했으며 같은 해 10월 조선임전보국단 발기인으로 참가했다. 1944년 6월 국민총력조선연맹 이사를 지냈으며 광복 이후인 1949년 8월 반민족행위특별조사위원회에 체포되어 불구속 송치되기도 했다.
친일파 708인 명단의 중추원 부문, 민족문제연구소의 친일인명사전 수록자 명단의 중추원 부문, 친일반민족행위진상규명위원회가 발표한 친일반민족행위 705인 명단에 포함되었다.

## 참고 자료
- 친일반민족행위진상규명위원회 (2009). 〈이명구〉. 《친일반민족행위진상규명 보고서 Ⅳ-12》. 서울. 568~588쪽.